# 1988년 아리마 기념
1988년 아리마 기념은 중앙경마의 G1급 경주 아리마 기념의 33번째 대회로, 1988년 12월 25일에 나카야마 경마장에서 개최되었다. 
오구리 캡이 타마모 크로스 등을 제치고 우승했다.

## 경주 전
타마모 크로스는 1988년 춘계·추계 천황상과 다카라즈카 기념에서 우승해 G1 3승을 챙겼으며, 본 경주를 끝으로 은퇴하는 것이 확정되었다.

## 출전마 정보
출전마의 연령 표기는 구 표기를 따른다.
| 마번 | 경주마        | 성별 | 연령         | 기수              | 배당률 (인기 순위) |
| ---- | ------------- | ---- | ------------ | ----------------- | ------------------ |
| 1    | 러닝 프리     | 수컷 | 6세 (현 5세) | 스가와라 야스오   | 37.7 (10)          |
| 2    | 코세이        | 암컷 | 5세 (현 4세) | 오사키 쇼이치     | 126.5 (13)         |
| 3    | 레전드 테이오 | 수컷 | 6세 (현 5세) | 고하라 히로유키   | 10.8 (5)           |
| 4    | 서니 스왈로   | 수컷 | 5세 (현 4세) | 오니시 나오히로   | 90.3 (12)          |
| 5    | 사커 보이     | 수컷 | 4세 (현 3세) | 가와치 히로시     | 4.8 (3)            |
| 6    | 머티리얼      | 수컷 | 6세 (현 5세) | 아즈미 신지       | 33.2 (8)           |
| 7    | 슈퍼 크리크   | 수컷 | 4세 (현 3세) | 다케 유타카       | 7.4 (4)            |
| 8    | 메지로 듀렌   | 수컷 | 6세 (현 5세) | 무라모토 요시유키 | 22.8 (7)           |
| 9    | 스즈 퍼레이드 | 수컷 | 8세 (현 7세) | 에비사와 세이지   | 21.2 (6)           |
| 10   | 오구리 캡     | 수컷 | 4세 (현 3세) | 오카베 유키오     | 3.7 (2)            |
| 11   | 타마모 크로스 | 수컷 | 5세 (현 4세) | 미나이 가쓰미     | 2.4 (1)            |
| 12   | 하와이안 코럴 | 수컷 | 4세 (현 3세) | 마스자와 스에오   | 33.8 (9)           |
| 13   | 프레시 보이스 | 수컷 | 6세 (현 5세) | 다바라 세이키     | 47.9 (11)          |

## 경주의 진행
슈퍼 크리크는 3위로 들어왔으나, 마지막 직선 주로에서 메지로 듀렌의 진로를 방해한 것으로 판명되어 실격되었다.

## 경주 결과
| 순위 | 마번 | 경주마        | 시간   | 도착차                                                                   |
| ---- | ---- | ------------- | ------ | ------------------------------------------------------------------------ |
| 1    | 10   | 오구리 캡     | 2:33.9 | -                                                                        |
| 2    | 11   | 타마모 크로스 | 2:34.0 | {\displaystyle {\frac {1}{2}}}마신                                       |
| 3    | 5    | 사커 보이     | 2:34.3 | {\displaystyle {\frac {1}{2}}}마신 + {\displaystyle 1{\frac {1}{2}}}마신 |
| 4    | 1    | 러닝 프리     | 2:34.4 | 목                                                                       |
| 5    | 8    | 메지로 듀렌   | 2:34.6 | 1마신                                                                    |
| 6    | 13   | 프레시 보이스 | 2:34.6 | 목                                                                       |
| 7    | 4    | 서니 스왈로   | 2:34.9 | {\displaystyle 1{\frac {3}{4}}}마신                                      |
| 8    | 9    | 스즈 퍼레이드 | 2:34.9 | 코                                                                       |
| 9    | 6    | 머티리얼      | 2:34.9 | 목                                                                       |
| 10   | 2    | 코세이        | 2:35.0 | 목                                                                       |
| 11   | 12   | 하와이안 코럴 | 2:35.2 | {\displaystyle 1{\frac {1}{4}}}마신                                      |
| 12   | 3    | 레전드 테이오 | 2:35.2 | 목                                                                       |
| DQ   | 7    | 슈퍼 크리크   | 2:34.1 | {\displaystyle {\frac {1}{2}}}마신                                       |

- DQ: 실격 (Disqualified)

## 본 경주를 소재로 한 에피소드
- 2018년 4월 30일에 방영된 애니메이션 《우마무스메 프리티 더비》 1기 6화에 등장하는 음식 레이스(도넛 먹기 대회)는 본 경주를 기반으로 했다.